# کیت ریچاردز
کیت ریچاردز (انگلیسی: Keith Richards؛ زادهٔ ۱۸ دسامبر ۱۹۴۳) که اغلب در دههٔ ۱۹۶۰ و ۱۹۷۰ با نام کیت ریچارد شناخته می‌شد، موسیقی‌دان انگلیسی است که به‌عنوان یک بنیان‌گذار، گیتاریست، ترانه‌نویس و خوانندهٔ دوم رولینگ استونز به شهرت جهانی دست یافته‌است. همکاری او با میک جگر در ترانه‌نویسی یکی از موفق‌ترین همکاری‌ها در تاریخ است. او بیش از شش دهه در حال فعالیت بوده و سبک گیتارنوازی او نشانی اختصاصی از رولینگ استونز در طول فعالیتشان بوده‌است. ریچاردز به‌دلیل درگیری‌های عاشقانه و مصرف مواد مخدر غیرقانونی در میان مطبوعات چهره‌ای برجسته بود و اغلب چهره‌ای پادفرهنگی از خود به تصویر کشیده‌است.
ریچاردز در دارتفورد، کنت به دنیا آمد و همان‌جا بزرگ شد. او در مدرسهٔ فنی دارتفورد و کالج هنر سیدکاپ تحصیل کرد. ریچاردز پس از فارغ‌التحصیلی با جگر، بیل وایمن، چارلی واتس و برایان جونز دوست شد و به رولینگ استونز پیوست. به‌عنوان یکی از اعضای رولینگ استونز، ریچاردز غیر از جگر تنها عضوی است که در برخی از ترانه‌های استونز خوانندگی می‌کند. او معمولاً حداقل یک ترانه را در کنسرت‌ها می‌خواند. او همچنین در سه فیلم دزدان دریایی کارائیب در نقش کاپیتان تیگ، پدر جک اسپارو، حضور یافته که ظاهر و ویژگی شخصیتی او از خود ریچاردز الهام گرفته شده بود.
ریچاردز در سال ۱۹۸۹ به تالار مشاهیر راک اند رول راه یافت و در سال ۲۰۰۴ با رولینگ استونز وارد تالار مشاهیر موسیقی بریتانیا شد. در سال ۲۰۱۱ نام او در رتبهٔ چهارم فهرست ۱۰۰ گیتاریست برتر مجلهٔ رولینگ استون قرار گرفت. این مجله نام چهارده ترانه‌ای را که ریچاردز به همراه خوانندهٔ اصلی رولینگ استونز یعنی جگر نوشته را در فهرست «۵۰۰ ترانه برتر تمام اعصار» قرار داده‌است.

## ترانه‌شناسی
| سال  | عنوان                                                     | رتبه فروش                     | رتبه فروش    | گواهینامه‌ها (گواهی‌نامه فروش موسیقی ضبط شده)      |
| سال  | عنوان                                                     | جدول موسیقی آلبوم‌های بریتانیا | بیلبورد ۲۰۰  | گواهینامه‌ها (گواهی‌نامه فروش موسیقی ضبط شده)      |
| ---- | --------------------------------------------------------- | ----------------------------- | ------------ | ------------------------------------------------ |
| ۱۹۸۸ | حرف زدن فایده ندارد - ۳ اکتبر ۱۹۸۸ - برچسب: ویرجین رکوردز | ۳۷ [۳ هفته]                   | ۲۴ [۲۳ هفته] | - انجمن صنعت ضبط موسیقی ایالات متحده آمریکا: طلا |
| ۱۹۹۲ | مجرم اصلی - ۱۹ اکتبر ۱۹۹۲ - برجسب: ویرجین رکوردز          | ۴۵ [۲ هفته]                   | ۹۹ [۱۰ هفته] |                                                  |

## فیلم‌شناسی
| سال  | عنوان                                        | نقش         |
| ---- | -------------------------------------------- | ----------- |
| ۱۹۶۹ | مرد سوار بر اسب                              | سرباز       |
| ۲۰۰۲ | سیمپسون‌ها                                    | خودش        |
| ۲۰۰۷ | دزدان دریایی کارائیب: پایان جهان             | کاپیتان تیگ |
| ۲۰۱۱ | دزدان دریایی کارائیب: سوار بر امواج ناشناخته | کاپیتان تیگ |
| ۲۰۱۷ | دزدان دریایی کارائیب: مردگان حکایت نمی‌کنند   | کاپیتان تیگ |